# Zeynelabidin Zinar
Zeynelabidin Zinar, född 4 februari 1953 i byn Hedhedk (Qubin-Beşiri) i norra Kurdistan och östra Turkiet, är en kurdisk författare.
Han har genomgått traditionell religiös-teologisk utbildning och var imam och kulturarbetare. Han kommer från en familj som sedan länge varit litterär och kurdpatriotisk. Senare arbetade han i staden Êlihs (Batman) kommunalförvaltning. Efter militärkuppen i Turkiet 1980 blev han gripen sammanlagt åtta gånger och satt fängslad i 178 dagar i tortyrkammaren. Han dömdes till 5 års fängelse och 20 månaders förvisning.
Zeynel kom till Sverige 1984 och under 9 års tid fick han behandling för tortyrskadade hos Röda Korset och på Karolinska sjukhuset. 
I Sverige arbetar Zeynel som författare, litteraturforskare och översättare i nordkurdiska. Det kurdiska språket har varit helt förbjudet i Turkiet under många decennier. Det var straffbart, det var kriminellt att tala , skriva och läsa kurdiska. Han samlade ihop kurdisk folklore och skrev barnsagor. Han syftar till att latinisera kurdiska texter från arabiskt alfabet. Det rör sig om folksagor, fabler och folkloristiskt material som överförts genom muntlig tradition inom den kurdiska kulturen och som förenar över skapade nationsgränser.
Han bildade kulturförlaget Pencinar 1985 och har sen dess skrivit och gett ut 81 böcker, författaren har även flera titlar som ej har publicerats ut än .
Zeynelabidîn Zinar är medlem i Sveriges författarförbund, PEN, Reportrar utan gränser och Kurdiska författarföreningen.

## Författarens böcker
För mer info om böckerna, se förlaget Pencinars webbplats. Böckerna är på kurdiska om inget annat anges.
- Xwençe, Vol.I - Vol. X (folklore) Kurdiska/kurmancî
- Nimûne(Samples of the Treasures of a Banned Culture), antologi
- Işkencde 178 Gun, turkiska
- Siyabend û Xecê (Folklore-Biography) (folklore)
- Xwendina Medresê
- Kadîna Mişkan
- Balafira Jînê
- Xweşber
- Mîrate
- Çarmix
- Hemdîn û şemdîn (folklore)
- Fermana 33 Rewşenbîran turkiska
- Bingeha Çîroka Kurdi
- Çivîka Bilûrvan, (folklore)
- Bawermendî -I- och -II-
- Pîra Kût û Dîkê Derpîkurt (folklore)
- Hecî Rovî (folklore)
- Kurdistana Xwedê jî şewitî (folklore)
- Nêçîra Çiyayê Reş, (folklore)
- Keywan Paşa û Keçelok, (folklore)
- Beranê Sêr, (folklore)
- Abidê şikeftê, (folklore)
- Zira Kerê û Lota Devê (folklore)
- Çîm Beg (folklore)
- Qîza Paşayê Çîn, (folklore)
- Gûl û Sînem, (folklore)
- Hevberdana Qijik û Kevokê, (folklore)
- Kalê Merivxwir, (folklore)
- Kewê Çîrokbêj, (folklore)
- Kerkerokê Bayê, (folklore)
- Sînelmasî û Mîr Mihê, (folklore)
- Sêva Sêrê, (folklore)
- Gurê Selikê, (folklore)
- Mele Kulî, (folklore)
- Pêxemberê Derewîn, (folklore)
- Mîrê Cîzîra Botan kurdiska/serpêhatî
- Xwişkebiratiya Teyr û Rovî, (folklore)
- Kurê Paşê û Mişkê Qut, (folklore)
- Cihê û Çil Kose, (folklore)
- Bablîcan, (folklore)
- Miriyê Li Ser Bîrê, (folklore)
- Serpêhatiya Wezîr û Paşê, (folklore)
- Mado Paşa û Keça Dêwê, (folklore)
- Mîr Mihê û Gulîzar, (folklore)
- Zerdeşt Pêxember, kurdiska/forskning

## Klassiker och övriga
För mer info om böckerna, se förlaget Pencinars webbplats. Böckerna är på kurdiska om inget annat anges.
- Dîwana Cizîrî
- Nûbihar Ehmedê Xanî kurdiska
- EQÎDE,Ehmedê Xanî
- Mewlûda Kurmancî
- Rêberê Sani
- Sirmehşer
- Nehc-ul Enam
- Dîwana Pertew Begê Hekarî
- Rewdnein, Şêx Evdirehmanê Axtep
- Dîwan, Şêx Evdirehmanê Axtep
- Mîrsad-ul Etfal, Şêx Mihemed Kerbela
- Iqdê Durfam, Şêx Eskerî
- Herdubat, Mele Zahidê Diyarbekrî
- Leyl û Mecnûn, Şêx Mihemed Can
- Serfa Kurmancî, Mele Elî Teremaxî
- Jiyana Mele Seîdê Kurdî murmanci
- Hostanîbêja Zarhaweyên Kurdî, Mele Nûrîyê Hesarî kurmanci
- Hozanvanêt Kurd, Sadiq Behaedîn Amêdî
- Çanda Warê Talankirî
- Sêkêşan, Mele Evdilhadiyê Comanî
- Rênasî, Şêx Xiyasedîn Emre
- Mamikên Kurdî
- Rêgeha Perestiniyê, Nûrullah Kodişkî
- El Hemaîlu Fî‘ş şemaîlî, Şêx Fethullah Werqanisî
- Rîsalet-ul Kufrî wel Kebaîrî, Şêx Fethullah Werqanisî
- Eqîdeya Îmanê, Şêx Fethullah Werqanisi
- Îslam û Ewrûpa, Ingmar Karlson